# Barbarosov lestenec
Barbarosov lestenec (nemško Barbarossaleuchter) je bil narejen po naročilu cesarja Friderika I. Barbarose in njegove žene Beatrice med letoma 1165 in 1170. Nameščen je bil pod kupolo Palatinske kapele v Aachenski stolnici v Aachnu. Posvečen je bil Mariji, Materi božji, zavetnici Aachenske stolnice, hkrati pa poklon graditelju stolnice Karlu Velikemu.

## Oblika
Barbarosov lestenec je izdelan iz pozlačenega bakra v obliki kolesa. Ima premer 4,20 metra in je nameščen na približno 27 metrov dolgi verigi na sredini kupole Palatinske kapele, ki je karolinška osmerokotna stolnica. Povezane verige se zožujejo proti dnu, dolge pa so od 150 mm do 130 mm ter široke med 74 in 70 mm. Ta posebna zasnova veriga daje z žabje perspektive vtis, da je veriga enako debela po vsej dolžini. Lestenec, ki visi približno štiri metre nad tlemi iz marmorja, je sestavljen iz osmih ukrivljenih delov, kar je v skladu z osmerokotno obliko kapele. Rob lestenca simbolizira obzidje nebeškega Jeruzalema. Stilizirano mestno obzidje lestenca vsebuje osem velikih in osem malih stolpičev z lučmi. Predvsem zaradi osmerokotne strukture okoliške zgradbe je bila izključena tradicionalna upodobitev nebeškega Jeruzalema z le dvanajstimi stolpi.
Lestenec ima 48 svečk, ki jih prižgejo ob svečanih priložnostih še danes.
Srebrne figure, ki prikazujejo svetnike, angele in vratarje, prvotno nameščene na 16 stolpih, so bile izgubljene. Osnovne plošče stolpov so se ohranile in jih je mogoče videti od spodaj, na njih pa so upodobljeni prizori iz življenja Jezusa. Še posebej mojstrske so gravure osmih pohval iz Govora na gori.
Latinski napis na lestencu se v prevodu glasi:
Friderik, katoliški cesar Svetega rimskega cesarstva, je obljubil, da bo poskrbel, da se bosta število in oblika dopolnjevala ter bosta usklajena z velikostjo tega vzvišenega templja: ta osmerokotna krona luči, knežje darilo.
Barbarosov lestenec je eden od štirih romanskih kolesnih lestencev, ohranjenih v Nemčiji; preostali lestenci so Azelinov in Hezilov v stolnici v Hildesheimu ter Hartwigov v samostanu v Comburgu.